# Le Danaidi
Le Danaidi è una tragedia perduta scritta da Eschilo all'incirca nel 468 a.C., che concludeva la trilogia composta da Le supplici e Gli Egizi.

## Trama
Dopo che Danao ha imprigionato o minacciato di uccidere Ipermestra per la sua disobbedienza, Linceo, unico dei 50 sposi delle Danaidi ad essere risparmiato nella prima notte di nozze, riappare e uccide Danao e diventa il nuovo re di Argo, con Ipermestra come sua regina.

Linceo, secondo alcune ipotesi, deve decidere come punire le quarantanove Danaidi omicide, quando Afrodite appare a difenderle e le fa assolvere dagli omicidi, poiché stavano obbedendo al loro padre. Poi le convince ad abbandonare il celibato mostrando loro la potenza dell'amore che essa rappresenta: 
Il cielo santo anela a penetrare

la terra: esso si pone struggente

su essa terra per unirsi in matrimonio;

la pioggia, giù dal cielo amorosa,

impregna il suolo e alla razza umana

viene da ciò il cibo a greggi e mandrie

e i doni di Demetra; e da quel rito

di matrimonio umido perviene

ai boschi fioritura. E di tutte

codeste cose sono io la causa.»
(F. 25 Mette - trad. A. D'Andria)
La trilogia si conclude con le Danaidi che sposano quarantanove uomini argivi locali.